# 마일즈 케인
마일즈 피터 케인(1986년 3월 17일 ~ )은 영국의 뮤지션이다. 솔로 아티스트와 라스트 섀도 퍼펫츠의 알렉스 터너와 함께 공동 프론트맨으로 잘 알려져 있다. 그는 또한 2009년 8월에 해체된 더 래스칼스의 전 멤버였다.
그는 현재 솔로 커리어와 라스트 섀도 퍼펫츠를 지속하고 있다. 그의 첫 솔로 앨범 Colour of the Trap이 2011년 5월 9일에 발표되었다. 그리고 이어지는 2집, Don't Forget Who You Are가 2013년 6월 3일에 발매되었다.

## 사생활
버컨헤드, 위럴반도에서 외동으로 태어나 Meols근처에서 자랐다. 기타를 배우기 전 어렸을 때 케인은 색소폰을 연주했다. 케인은 현재 축구팀 리버풀 F.C.를 지지하지만, 잡지 The Sun에 따르면 케인은 맨체스터 유나이티드 를 거의 20년간 지지했었다고 한다. 마일즈는 또한 에버튼 과 잉글랜드 축구 선수 레이 베인스와 가까운 친구이다.
2015년에 그는 GQ의 영국 남자 베스트 드레서 50중 하나로 선정되었다.

## 밴드

### The Little Flames
18살 케인은 The Little Flames에 기타리스트로 Eva Petersen(보컬),Greg Mighall(드럼),Joe 에드워즈(베이스)및 매트리(기타)와 2009년 4월에 합류했다. 밴드는 Deltasonic 과 계약한다. 그들은 같은 회사의 더 코랄, 그들의 셀러브리티 팬 악틱 몽키즈와 비교된다.  그들은 또한 the Coral, the Zutons, the Dead 60s 그리고 the Arctic Monkeys와 함께 투어를 돌았다. 이 밴드는 그들의 데뷔 앨범을 발매하기 전 2007년에 해체되었다.

### 더 래스칼스
보컬과 기타를 맡은 케인은 드럼의 Greg Mighall과 베이스, 배킹보컬의 Joe Edwards와 합류했다. 작곡은 주로 케인 담당이었다. 어렸을때부터 서로를 알았던 밴드 멤버들은 The Little Flames를 그만둔 후 다시 뭉쳤다. 그들은 또다시 Deltasonic Records와 전보다 적은 멤버구성으로 계약했다. 그들은 고유의 싸이키델릭한 락 리듬과 독특한 어두움을 지니고 있는 것으로 잘 알려져 있다.
더 래스칼스는 그들이 뭉친 지 7개월 만에 데뷔EP를 2007년 12월에 발매했다. Out of Dreams으로 명명된 이 EP는 4개의 트랙으로 구성되어 있다. 하지만 차트 성공을 거두진 못했다. 그러나 그들은 곧 2008년의 베스트 밴드중 하나로 낙점되었고 특히 2007년 악틱 몽키즈의 서포트 밴드를 한 후에  NME가 그들을 지지하였다. 그들의 첫 번째 앨범'Rascalize'는 2008년 6월 23일에 발매되었다. 더 래스칼스는 영화 Awaydays 에서 에코&버 의 커버를 연주하는 역으로 출연했었다.

### 라스트 섀도 퍼펫츠: The Age Of The Understatement

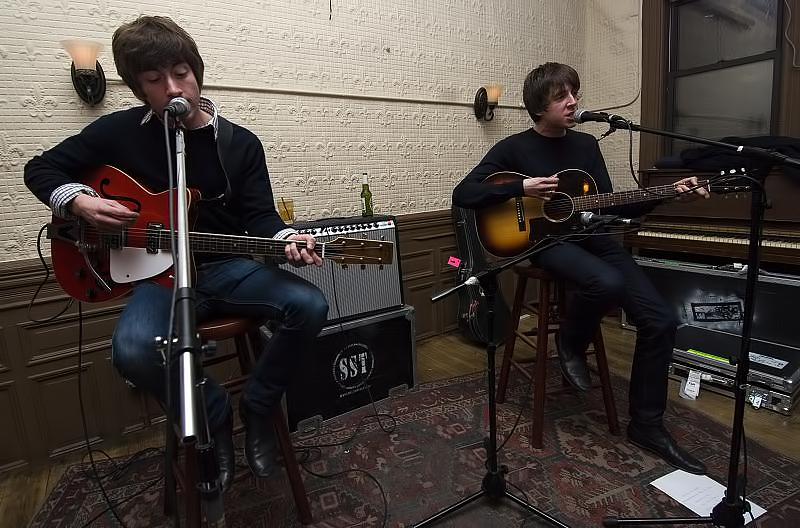
마일즈(오른쪽)과 알렉스(왼쪽) 가 공연하고 있다.

악틱 몽키즈와 투어하는동안 마일즈와 알렉스 터너는 백스테이지에서 함께 연주하기 시작했다. 새로운 노래들이 만들어졌고 그들은 같이 작업하면 좋겠다는 생각을 품게 된다. 그리고 라스트 섀도 퍼펫츠가 만들어진다. 둘은 프로듀서 James Ford와 함께 프랑스의 서쪽 해안가를 여행하기로 한다. 그곳에서 그들은 데뷔 앨범 The Age Of The Understatement를 이주만에 녹음한다. 앨범은 곧장 UK차트 1위에 올랐고 같은 이름의 싱글도 인디 싱글 차트 1위를 차지한다. 후의 싱글들도 높은 성적을 거뒀다. 그들은 글라스톤버리 페스티발에서 첫 선을 보였다. 잭 화이트가 비밀 게스트로 무대에 출연했다. 그가 기타솔로를 배울수 있게 마일즈가 자신의 아이팟을 빌려줬다. 앨범은 아깝게 머큐리 음악 상을 놓쳤지만 Mojo에서 상을 탔다.
2015년 12월, 밴드 공식 Facebook 과 YouTube 계정이 두번째 앨범이 2016년 봄에 발매예정이라고 컨펌했다.

## 솔로
2009년 초, 더 래스칼스와의 마지막 투어 후에 마일즈 케인은 솔로 커리어를 이어나가기 위해 밴드를 떠난다. 60년대의 모드족에 영향을 받아 그는 콜롬비아 레코드와 계약한다. 고릴라즈, 카사비안과 작업했던 댄 캐리 와  Dan the Automator와 솔로 앨범을 만들기 시작한다.

### Colour of the Trap(2010-2012년)
앨범은 2011년 5월 9일에 발매되었다. 한 트랙 "My Fantasy"에서 Noel Gallagher 가 배킹 보컬을 맡는다. 또다른 트랙 "Happenstance" 은 프랑스 여배우Clémence Poésy와 함께 부른듀엣곡이다. 트랙의 절반은 Alex Turner와 공동작곡하였다. 마일즈는 셰필드에서 열린 두번의 악틱 몽키즈 공연에 참가했다. 마일즈는 2011년 12월에 열린 카사비안의 콘서트들에도 서포트를 했다.

## 수상 및 추천
| 년도 | 조직       | 후보 작품 | 수상                 | 결과 |
| ---- | ---------- | --------- | -------------------- | ---- |
| 2009 | NME 어워즈 | 마일 케인 | 가장 섹시한 남성     | 후보 |
| 2011 | Q          | 마일 케인 | 획기적인 작가        | 후보 |
| 2012 | NME        | 마일 케인 | 최고의 솔로 아티스트 | 후보 |
| 2013 | NME        | 마일 케인 | 최고의 솔로 아티스트 | 후보 |

## 디스코그래피
참고: 이하는 솔로 커리어만 포함한다.

### 솔로 스튜디오 앨범
| 앨범의 타이틀            | 앨범 상세정보                                                      | 최 차트 위치 | 최 차트 위치 | 최 차트 위치 | 최 차트 위치 | 최 차트 위치 | 최 차트 위치 | 인증          |
| 앨범의 타이틀            | 앨범 상세정보                                                      | 영국         | BEL(VL)      | BEL(WAL)     | NLD          | FRA          | SWI          | 인증          |
| ------------------------ | ------------------------------------------------------------------ | ------------ | ------------ | ------------ | ------------ | ------------ | ------------ | ------------- |
| Colour of the Trap       | - 발표:6 월 2011 - 라벨: 컬럼비아 - Format: CD, 디지털 다운로드    | 11           | 35           | 27           | 61           | 38           | 76           | - 영국의:골드 |
| Don't Forget Who You Are | - 출시:3 월 2013 - 레이블:Columbia - Format:CD, LP,디지털 다운로드 | 8            | 17           | 44           | 66           | 55           | —            |               |

### EPs
| 제목                                 | 앨범 상세정보                                                                     | 최고 차트 위치 |
| 제목                                 | 앨범 상세정보                                                                     | 영국           |
| ------------------------------------ | --------------------------------------------------------------------------------- | -------------- |
| Live at iTunes Festival: London 2011 | - 발표:6 월 2011 - Label: Sony Music - 형식:디지털 방식으로 다운로드              | 빈칸           |
| First of My Kind                     | - 발표:20April2012 - Label:Sony Music - 형식:limited edition 비닐,디지털 다운로드 | 65             |
| Give Up                              | - 발표:22February2013 - Label:Sony Music - 형식:7"vinyl,디지털 다운로드           | 62             |

### 싱글
| 제목                       | 년도 | 최 차트 위치 | 최 차트 위치 | 최 차트 위치 | 최 차트 위치 | 앨범                     |
| 제목                       | 년도 | 영국         | BEL(VL)      | BEL(WAL)     | FRA          | 앨범                     |
| -------------------------- | ---- | ------------ | ------------ | ------------ | ------------ | ------------------------ |
| "Inhaler"                  | 2010 | 171          | —            | —            | —            | Colour of the Trap       |
| "Come Closer"              | 2011 | 85           | —            | 73           | 75           | Colour of the Trap       |
| "Rearrange"                | 2011 | 149          | 53           | 79           | —            | Colour of the Trap       |
| "First of My Kind"         | 2012 | 65           | 80           | —            | —            | First of My Kind EP      |
| "Give Up"                  | 2013 | 62           | 95           | —            | —            | Don't Forget Who You Are |
| "Don't Forget Who You Are" | 2013 | 158          | 64           | 86           | —            | Don't Forget Who You Are |
| "Taking Over"              | 2013 | —            | 95           | —            | —            | Don't Forget Who You Are |
| "Better Than That"         | 2013 | —            | 79           | —            | —            | Don't Forget Who You Are |